# Alexander Muchin
Alexander Alexandrowitsch Muchin (kasachisch Александр Александрович Мухин, englisch Aleksandr Mukhin; * 28. Juli 1998 in Balkaschino, Gebiet Aqmola) ist ein kasachischer Biathlet und vormaliger Skilangläufer. Seit 2018 betreibt er den Biathlonsport und nahm als Teil der Nationalmannschaft an den Olympischen Spielen 2022 teil.

## Sportliche Laufbahn

### Skilanglauf
Alexander Muchin gab sein Debüt bei einem FIS-Rennen im Januar 2014 in Almaty und wurde 23. von 65 Startern. Auch in den Folgejahren startete er hauptsächlich auf dieser Rennebene, zudem bestritt er 2015, 2016 und 2018 U-23-Langlauf-Weltmeisterschaften. Bestes Ergebnis hierbei war Rang 13 im Skiathlon in Goms 2018, mit der Staffel wurde er zudem Achter. Bestes Resultat im internationalen Seniorenbereich wurde Ende 2017 ein neunter Platz in Kontiolahti über 15 Kilometer Freistil.

### Biathlon
Im Frühjahr 2018 vollzog Muchin seinen Wechsel zum Biathlonsport, trat aber bis zum Jahresende noch bei Langlaufbewerben in seiner Heimat an. Sein Debüt im IBU-Cup gab der Kasache im Januar 2019 am Arber, zudem startete er bei den Juniorenwelt- und Europameisterschaften. Über den Sommer verbesserte Muchin sein Schießen klar, sodass er in Ridnaun und Obertilliach erste Top-20-Platzierungen im IBU-Cup erzielte. Seinen Einstand auf der höchsten Rennebene gab er bei den Biathlon-Weltmeisterschaften 2020, auch für die restlichen Weltcuprennen in Nové Město und Kontiolahti stand der Kasache im Aufgebot. Seither ist er Teil der Nationalmannschaft und schloss mit dem Anfang Januar 2021 in Oberhof erzielten 28. Platz im Sprint und den damit gewonnenen Weltcuppunkten fast nahtlos an den unerwarteten Rücktritt Roman Jeremins an, der der zum Zeitpunkt einzige konkurrenzfähige kasachische Biathlet war. Weiterhin wurde Muchin am Saisonende in Östersund Sprint-30., schloss den Winter auf Weltranglistenplatz 71 ab und verpasste im August bei den Sommerbiathlonweltmeisterschaften als Vierter der Verfolgung seine erste Medaille nur um gut eine Sekunde.

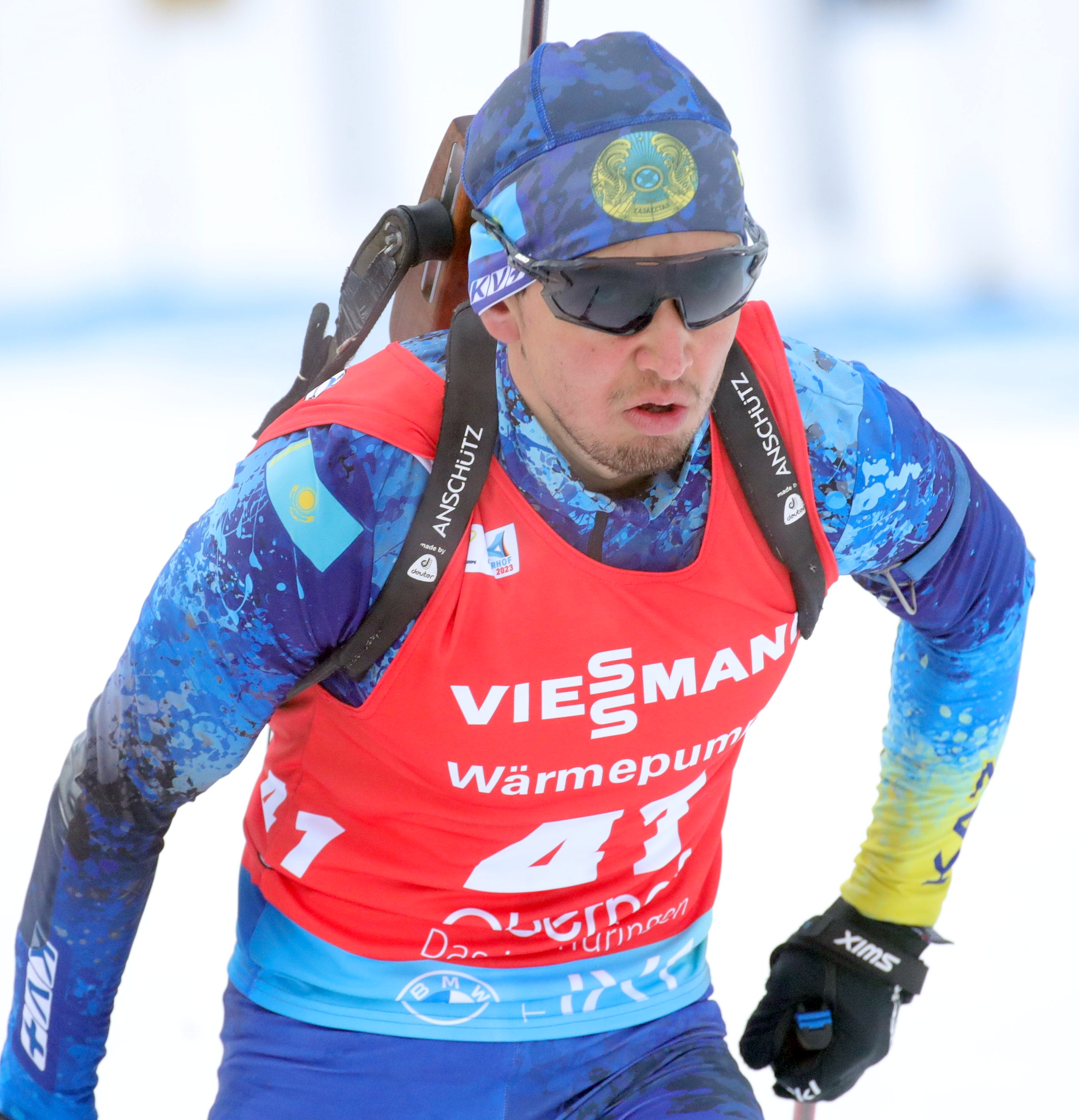
Muchin bei der WM 2023

Die Saison 2021/22 verlief nicht so erfolgreich, immerhin erreichte Muchin in Le Grand-Bornand ein Verfolgungsrennen. Als einziger kasachischer Biathlet neben Wladislaw Kirejew wurde er dann für die Olympischen Winterspiele von Peking nominiert und erzielte in allen qualifizierten Einzelrennen Top-60-Ergebnisse. Seine einzigen Weltcuppunkte im Winter gewann Muchin beim Saisonfinale in Oslo, eine Woche zuvor ging es in Otepää mit Galina Wischnewskaja-Scheporenko erstmals unter die besten Zehn eines Staffelrennens. Im Winter 2022/23 erzielte der Kasache lediglich in der Verfolgung von Hochfilzen als 33. Punkte, bei den Weltmeisterschaften ging es in Sprint und Verfolgung auf die Plätze 41 und 36. Seine ersten internationalen Medaillen im Biathlon gewann er aber bei den World University Games (ehemals Universiade) im Januar, in einem vergleichsweise schwach besetzten Feld resultierte Bronze im Sprint und Silber im Massenstart.
Im Winter 2023/24 steigerte sich Muchin erheblich. Mit Ausnahme von fünf Wettkämpfen klassierte er sich in jedem teilgenommenen Rennen unter den besten 40, erreichte in der Lenzerheide nach zwei Top-30-Ergebnissen erstmals einen Massenstart und lief Anfang Januar im Sprint von Oberhof trotz eines Schießfehlers auf Rang 16, was sein mit Abstand bestes Individualergebnis darstellte. Bei den Weltmeisterschaften kam als Bestresultat Rang 28 im Verfolger zustande; zudem lief er gemeinsam mit Wladislaw Kirejew, Ässet Düissenow und Nikita Akimow auf Platz zehn, was das stärkste Abschneiden einer kasachischen Herrenstaffel seit März 2017 darstellte. Maßgeblich dafür war die Leistung Muchins, der als Startläufer als drittplatzierter Athlet auf Kirejew übergab. Am Saisonende belegte er den 33. Rang in der Gesamtwertung, womit er nicht nur seine eigene Bestmarke aufstellte, sondern Dmitri Pantows 43. Platz im Winter 1994/95 unterbot und somit die höchste Weltranglistenplatzierung eines kasachischen Herren in der Weltcupgeschichte erreichte.
In der Saison 2024/25 erzielte Muchin überraschend keinen einzigen Weltcuppunkt, dafür waren sowohl eine verschlechterte Lauf- als auch Schießform verantwortlich. Lediglich bei den Asienspielen gelang ihm mit der Staffel der Gewinn der Silbermedaille, im Februar beendete er die Saison vorzeitig.

## Persönliches

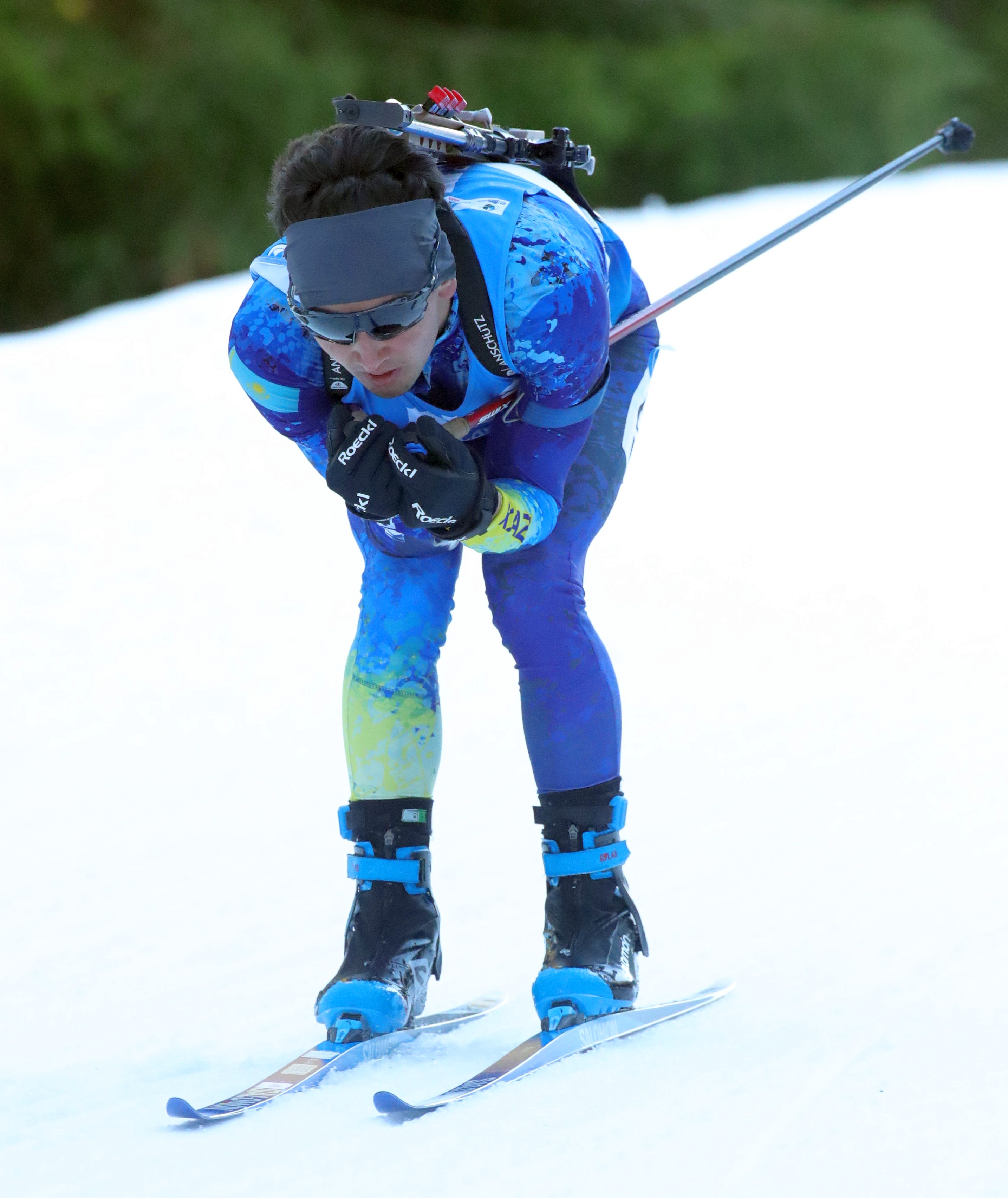
Muchin während des WM-Einzels in Oberhof 2023

Muchin lebt in seiner Geburtsstadt Balkaschino. Sein vier Jahre älterer Bruder Rinat war ebenfalls als Skilangläufer international aktiv.

## Statistiken

### Weltcupplatzierungen
Die Tabelle zeigt alle Platzierungen (je nach Austragungsjahr einschließlich Olympische Spiele und Weltmeisterschaften).
- 1.–3. Platz: Anzahl der Podiumsplatzierungen
- Top 10: Anzahl der Platzierungen unter den ersten zehn (einschließlich Podium)
- Punkteränge: Anzahl der Platzierungen innerhalb der Punkteränge (einschließlich Podium und Top 10)
- Starts: Anzahl gelaufener Rennen in der jeweiligen Disziplin
- Staffel: inklusive Mixed- und Single-Mixed-Staffeln

| Platzierung               | Einzel | Sprint | Verfolgung | Massenstart | Staffel | Gesamt |
| ------------------------- | ------ | ------ | ---------- | ----------- | ------- | ------ |
| 1. Platz                  |        |        |            |             |         |        |
| 2. Platz                  |        |        |            |             |         |        |
| 3. Platz                  |        |        |            |             |         |        |
| Top 10                    |        |        |            |             | 1       | 1      |
| Punkteränge               | 2      | 9      | 5          | 1           | 37      | 54     |
| Starts                    | 12     | 37     | 14         | 1           | 37      | 101    |
| Stand: Saisonende 2024/25 |        |        |            |             |         |        |

### Weltcupwertungen
Ergebnisse bei Weltcups (Disziplinen- und Gesamtweltcup) gemäß Punktesystem.
| Saison  | Einzel | Einzel | Sprint | Sprint | Verfolgung | Verfolgung | Massenstart | Massenstart | Gesamt | Gesamt |
| Saison  | Platz  | Punkte | Platz  | Punkte | Platz      | Punkte     | Platz       | Punkte      | Platz  | Punkte |
| ------- | ------ | ------ | ------ | ------ | ---------- | ---------- | ----------- | ----------- | ------ | ------ |
| 2020/21 | –      | –      | 59.    | 24     | –          | –          | –           | –           | 71.    | 24     |
| 2021/22 | –      | –      | 89.    | 4      | –          | –          | –           | –           | 96.    | 4      |
| 2022/23 | –      | –      | –      | –      | 67.        | 8          | –           | –           | 87.    | 8      |
| 2023/24 | 38.    | 25     | 28.    | 83     | 36.        | 44         | 37.         | 12          | 33.    | 164    |

### Olympische Winterspiele
Ergebnisse bei Olympischen Winterspielen:
|                                        | Einzelwettbewerbe | Einzelwettbewerbe | Einzelwettbewerbe | Einzelwettbewerbe | Staffelwettbewerbe | Staffelwettbewerbe |
| Einzel                                 | Sprint            | Verfolgung        | Massenstart       | Herrenstaffel     | Mixedstaffel       |                    |
| -------------------------------------- | ----------------- | ----------------- | ----------------- | ----------------- | ------------------ | ------------------ |
| Olympische Winterspiele 2022 \| Peking | 52.               | 49.               | 57.               | –                 | –                  | –                  |

### Biathlon-Weltmeisterschaften
Ergebnisse bei den Weltmeisterschaften:
| Weltmeisterschaften | Weltmeisterschaften | Einzelwettbewerbe | Einzelwettbewerbe | Einzelwettbewerbe | Einzelwettbewerbe | Staffelwettbewerbe | Staffelwettbewerbe | Staffelwettbewerbe |
| Jahr                | Ort                 | Einzel            | Sprint            | Verfolgung        | Massenstart       | Herrenstaffel      | Mixedstaffel       | S.-M.-Staffel      |
| ------------------- | ------------------- | ----------------- | ----------------- | ----------------- | ----------------- | ------------------ | ------------------ | ------------------ |
| 2020                | Antholz             | 83.               | 91.               | –                 | –                 | 25.                | 22.                | –                  |
| 2021                | Pokljuka            | 68.               | 80.               | –                 | –                 | 23.                | 27.                | –                  |
| 2023                | Oberhof             | 61.               | 41.               | 36.               | –                 | 20.                | 26.                | 18.                |
| 2024                | Nové Město          | 81.               | 35.               | 28.               | –                 | 10.                | 21.                | 23.                |
| 2025                | Lenzerheide         | 86.               | –                 | –                 | –                 | 23.                | –                  | –                  |

### Juniorenweltmeisterschaften
Ergebnisse bei den Juniorenweltmeisterschaften:
| Weltmeisterschaften | Weltmeisterschaften | Einzelwettbewerbe | Einzelwettbewerbe | Einzelwettbewerbe | Herrenstaffel |
| Jahr                | Ort                 | Einzel            | Sprint            | Verfolgung        | Herrenstaffel |
| ------------------- | ------------------- | ----------------- | ----------------- | ----------------- | ------------- |
| 2019                | Osrblie             | 85.               | 71.               | –                 | 15.           |
| 2020                | Lenzerheide         | 24.               | 20.               | 30.               | 19.           |